# Anaphysmene heraclei
Anaphysmene heraclei är en svampart som först beskrevs av Marie Anne Libert, och fick sitt nu gällande namn av Bubák 1906. Anaphysmene heraclei ingår i släktet Anaphysmene, divisionen sporsäcksvampar och riket svampar.   Inga underarter finns listade i Catalogue of Life.